# Sacha Kljestan
Sacha Kljestan (en serbe : Saša Klještan, en serbe cyrillique : Саша Кљештан), né le 9 septembre 1985 à Anaheim, Californie (États-Unis), est un joueur international américain de football d'origine serbe jouant au poste de milieu de terrain.

## Biographie
Il fut l'un des ambassadeurs de FIFA 10 aux États-Unis, au Canada et au Mexique.

### Débuts au Chivas USA
Il commence sa carrière professionnelle au sein du club Chivas USA et s'y impose rapidement comme un joueur incontournable. Ses bonnes performances lui permettent d'obtenir un total de 24 sélections en équipe nationale. Il est même l'auteur d'un coup du chapeau lors d'un match amical contre la Suède en janvier 2009. En 2008, il est proche de signer au Celtic Glasgow mais la MLS demande une somme de transfert trop élevée, ce qui l'en empêche. La même année, il participe aux Jeux olympiques avec les États-Unis.

### Les titres au RSC Anderlecht
Une fois un accord conclu avec la MLS, Sacha Kljestan débarque au RSC Anderlecht pour une première expérience en Europe. Il y signe un contrat de quatre années pour une somme assez faible, étant quasiment en fin de contrat dans son ancien club. La première saison, il éprouve des difficultés à s'acclimater et ne prend part qu'à 25 rencontres sur les 40 possibles. Les deux saisons suivantes, il devient vite incontournable au sein de l'effectif bruxellois formant un duo complémentaire avec Lucas Biglia. Joueur de l'ombre, il fait régulièrement partie de ceux qui parcourent le plus de kilomètres lors d'une rencontre.
Sa bonne mentalité est régulièrement citée en exemple dans le groupe. Lors de la saison 2011-2012, il prend donc activement part au 31e titre de champion de Belgique du RSC Anderlecht. À un peu moins d'une année et demi de la fin de contrat, le joueur prolonge celui-ci, en février 2013, jusqu'en juin 2016.

### Retour en MLS
Le 28 janvier 2015, après plusieurs semaines de rumeurs, Sacha rejoint les New York Red Bulls, devenant ainsi le quatrième international américain à revenir en Major League Soccer après Brek Shea, Jozy Altidore et Mix Diskerud.
Son retour en MLS est marqué par son apport offensif chez les Red Bulls, contribuant à remporter le MLS Supporters' Shield en 2015 et inscrivant vingt-deux buts et cinquante-quatre passes décisives en trois saisons.
Le 3 janvier 2018, il est néanmoins échangé avec une allocation monétaire contre Carlos Rivas et Tommy Redding au Orlando City SC après le départ à la retraite sportive de Kaká,.
Non retenu par Orlando à l'issue de la saison 2019, il signe au Galaxy de Los Angeles comme agent libre le 11 décembre 2019. Le 14 novembre 2022, le Galaxy annonce que son contrat n'est pas renouvelé.
Sacha Kljestan annonce sa retraite sportive le 5 janvier 2023 après une carrière de dix-sept ans.

## Palmarès

### En club
RSC Anderlecht
- Champion de Belgique en 2012 en 2013 et en 2014
- Vainqueur de la Supercoupe de Belgique en 2010, 2012, 2013 et 2014

 Red Bulls de New York
- Vainqueur du Supporters' Shield en 2015

### En sélection
États-Unis
- Finaliste de la Coupe des confédérations en 2009

## Statistiques
| Saison                | Club                  | Championnat           | Championnat | Championnat | Coupe(s) nationale(s) | Coupe(s) nationale(s) | Supercoupe | Supercoupe | Compétition(s) continentale(s) | Compétition(s) continentale(s) | Compétition(s) continentale(s) | Séries | Séries | États-Unis | États-Unis | Total | Total |
| Saison                | Club                  | Division              | M.          | B.          | M.                    | B.                    | M.         | B.         | Comp.                          | M.                             | B.                             | M.     | B.     | M.         | B.         | M.    | B.    |
| 2006                  | Chivas USA            | MLS                   | 32          | 0           | 0                     | 0                     | -          | -          | -                              | -                              | -                              | 2      | 0      | -          | -          | 34    | 0     |
| 2007                  | Chivas USA            | MLS                   | 25          | 3           | 1                     | 0                     | -          | -          | -                              | -                              | -                              | 2      | 0      | 4          | 0          | 32    | 3     |
| 2008                  | Chivas USA            | MLS                   | 22          | 5           | 1                     | 0                     | -          | -          | SL+LCC                         | 3+2                            | 0+0                            | 2      | 1      | 9          | 0          | 39    | 6     |
| 2009                  | Chivas USA            | MLS                   | 25          | 5           | 0                     | 0                     | -          | -          | -                              | -                              | -                              | 2      | 0      | 9          | 3          | 36    | 8     |
| 2010                  | Chivas USA            | MLS                   | 10          | 1           | 0                     | 0                     | -          | -          | -                              | -                              | -                              | -      | -      | 2          | 1          | 12    | 2     |
| Sous-total            | Sous-total            | Sous-total            | 114         | 14          | 2                     | 0                     | -          | -          | -                              | 5                              | 0                              | 8      | 1      | 24         | 4          | 153   | 19    |
| 2010-2011             | RSC Anderlecht        | Jupiler Pro League    | 25          | 2           | 2                     | 0                     | 1          | 0          | C1+C3                          | 2+4                            | 1+0                            | -      | -      | 9          | 0          | 43    | 3     |
| 2011-2012             | RSC Anderlecht        | Jupiler Pro League    | 36          | 4           | 0                     | 0                     | -          | -          | C3                             | 10                             | 1                              | -      | -      | 2          | 0          | 48    | 5     |
| 2012-2013             | RSC Anderlecht        | Jupiler Pro League    | 35          | 3           | 4                     | 0                     | 1          | 0          | C1                             | 9                              | 1                              | -      | -      | 5          | 0          | 54    | 4     |
| 2013-2014             | RSC Anderlecht        | Jupiler Pro League    | 23          | 8           | 1                     | 0                     | 1          | 0          | C1                             | 5                              | 1                              | -      | -      | 6          | 0          | 36    | 9     |
| 2014-2015             | RSC Anderlecht        | Jupiler Pro League    | 13          | 1           | 4                     | 3                     | 0          | 0          | C1                             | 4                              | 0                              | -      | -      | 0          | 0          | 21    | 4     |
| Sous-total            | Sous-total            | Sous-total            | 132         | 18          | 11                    | 3                     | 3          | 0          | -                              | 34                             | 4                              | -      | -      | 22         | 0          | 202   | 25    |
| 2015                  | Red Bulls de New York | MLS                   | 33          | 8           | 3                     | 1                     | -          | -          | -                              | -                              | -                              | 4      | 0      | 0          | 0          | 40    | 9     |
| 2016                  | Red Bulls de New York | MLS                   | 32          | 6           | 2                     | 1                     | -          | -          | LCC                            | 3                              | 2                              | 2      | 0      | 5          | 2          | 44    | 11    |
| 2017                  | Red Bulls de New York | MLS                   | 32          | 2           | 5                     | 1                     | -          | -          | LCC                            | 2                              | 0                              | 3      | 1      | 1          | 0          | 43    | 4     |
| Sous-total            | Sous-total            | Sous-total            | 97          | 16          | 10                    | 3                     | 0          | 0          | -                              | 5                              | 2                              | 9      | 1      | 6          | 2          | 127   | 24    |
| 2018                  | Orlando City SC       | MLS                   | 30          | 6           | 3                     | 0                     | -          | -          | -                              | -                              | -                              | -      | -      | -          | -          | 33    | 6     |
| 2019                  | Orlando City SC       | MLS                   | 23          | 1           | 4                     | 2                     | -          | -          | -                              | -                              | -                              | -      | -      | -          | -          | 27    | 3     |
| Sous-total            | Sous-total            | Sous-total            | 53          | 7           | 7                     | 2                     | 0          | 0          | -                              | 0                              | 0                              | 0      | 0      | 0          | 0          | 60    | 9     |
| 2020                  | Galaxy de Los Angeles | MLS                   | 15          | 0           | -                     | -                     | -          | -          | -                              | -                              | -                              | -      | -      | -          | -          | 15    | 0     |
| 2021                  | Galaxy de Los Angeles | MLS                   | 31          | 5           | -                     | -                     | -          | -          | -                              | -                              | -                              | -      | -      | -          | -          | 31    | 5     |
| 2022                  | Galaxy de Los Angeles | MLS                   | 21          | 1           | 2                     | 0                     | -          | -          | -                              | -                              | -                              | -      | -      | -          | -          | 23    | 1     |
| Sous-total            | Sous-total            | Sous-total            | 67          | 6           | 2                     | 0                     | 0          | 0          | -                              | 0                              | 0                              | 0      | 0      | 0          | 0          | 69    | 6     |
| Total sur la carrière | Total sur la carrière | Total sur la carrière | 463         | 61          | 32                    | 8                     | 3          | 0          | -                              | 44                             | 6                              | 17     | 2      | 52         | 6          | 611   | 83    |